# Liste der Staatspreise des österreichischen Bundesministeriums für Digitalisierung und Wirtschaftsstandort

Das österreichische Bundesministerium für Digitalisierung und Wirtschaftsstandort veranstaltet Bewerbe für österreichische Unternehmen. Dementsprechend werden dafür auch Staatspreise vergeben. Die Wettbewerbe werden üblicherweise in einem Zeitraum von ein bis zwei Jahren abhängig von der Thematik durchgeführt. Das Bundesministerium für Digitalisierung und Wirtschaftsstandort vergibt insgesamt 13 Staatspreise, darunter seit 2019 den Staatspreis Digitalisierung (2001 bis 2017 Staatspreis Multimedia und e-Business bzw. Staatspreis Digital Solutions).

Als Bundesministerium für Wissenschaft, Forschung und Wirtschaft veranstaltete die Behörde Bewerbe für österreichische Unternehmen in 15 verschiedenen Sachgebieten.

## Themen
(In alphabetischer Reihenfolge)
| Staatspreis Architektur Dieser Bewerb findet seit dem Jahr 2000 alle zwei Jahre statt. Er hat wechselnde Schwerpunkte zu Tourismus und Freizeit, Industrie und Gewerbe, sowie Verwaltung und Handel. Teilnehmen können entweder Unternehmen als Bauherren oder Architekten als Planer |
| Staatspreis Beste Lehrbetriebe – Fit for Future Bei diesem alle zwei Jahre stattfindenden Bewerb werden seit 2008 die Lehrbetriebe in drei Klassen, je nach Betriebsgröße beurteilt. Diese sind Unternehmen bis 19 Mitarbeiter, von 20 bis 249 Mitarbeiter und Unternehmen ab 250 Mitarbeiter. Hier werden Best Practice der Unternehmen bewertet. |
| Staatspreis Consulting Dieser jährlich stattfindende Bewerb wird seit 2005 abwechseln in den Kategorien Ingenieurconsulting, Unternehmensberatung und Informationstechnologie abgehalten. seit 1990: Staatspreis Consulting Ingenieurconsulting |
| Staatspreis Design Dieser Preis wird mit Unterbrechungen bereits seit dem Jahr 1968 vergeben. Aktuell wird der Preis in drei Kategorien vergeben, und zwar (1.) Räumliche Gestaltung und den zwei Kategorien Produktgestaltung für (2.) Investitions- und (3.) Konsumgüter. |
| Staatspreis Familienfreundlichster Betrieb Mit diesem erst seit 2010 im Zweijahresrhythmus ausgelobten Staatspreis sollen Unternehmen ausgezeichnet werden, deren familienfreundliche Personalpolitik Vorbildwirkung haben soll. Dieser Preis wird nicht nur an Unternehmen mit verschiedener Mitarbeiteranzahl (5–10, 11–50 und über 50 Mitarbeiter), sondern auch für Non-Profit-Organisationen und öffentlich-rechtliche Institutionen vergeben. |
| Staatspreis Innovation Der Bewerb findet jährlich bereits seit 1979 in zweistufiger Form gemeinsam mit den Bundesländern statt. Das heißt, es gibt jeweils Landessieger und einen Bundessieger. Organisiert wird der Bewerb gemeinsam mit dem Austria Wirtschaftsservice. |
| Staatspreis KnewLEDGE Der Name KnewLEDGE soll eine Kombination aus Knowledge und new darstellen. Mit der seit 2004 vergebenen Auszeichnung werden alle zwei Jahre Unternehmen mit innovativen Konzepten in den Unternehmensgrößen (bis 100, 100–500 und über 500 Mitarbeiter) bedacht. |
| Staatspreis Marketing Seit 2001 wird dieser Preis für Marketingstrategien im In- und Ausland, aber einen starken Bezug zu Österreich haben, vergeben. Erstmals wurde er 2001 vergeben. |
| Staatspreis Multimedia und e-Business Der seit 2001 existierende und im Zweijahresabstand vergebene Preis umfasst insgesamt sechs Kategorien, die sich in die beiden Gruppen „Multimedia“ (mit den Kategorien „Kultur, Unterhaltung und Spiele“, „Lernen, Nachrichten und Communities“, „Wellness, Gesundheit und Soziale Dienste“) und „e-Business“ (mit den Kategorien „e-Government und öffentliche Informationsdienste“, „e-Marketing und Unternehmenspräsentation“, „e-Commerce und Kundenbindung“) gliedern lassen. Der Preis kann EU-weit an Personen oder Unternehmen vergeben werden. |
| Staatspreis Public Relations Dieser für besondere Leistungen auf dem Gebiet der Public Relations vergebene Preis existiert bereits seit 1984 und wird jährlich im Rahmen der PR_Gala vergeben. |
| Staatspreis Tourismus Preise werden für Leistungen in der touristischen Markterschließung vergeben, wobei auch auf Nachhaltigkeit und hohen sozialen und ökologischen Standard Wert gelegt wird. Teilnehmen können österreichische touristische Betriebe, Regional- und Tourismusverbände und tourismusnahe Dienstleister. Der alle zwei Jahre durchgeführte Bewerb wurde 2003 erstmals abgehalten. |
| Staatspreis Unternehmensqualität Die jährliche Preisvergabe umfasst die Kategorien Großunternehmen, Unternehmensbereiche und Tochterunternehmen mit begrenzter Eigenständigkeit, KMU, Non-Profit-Organisationen und findet seit 1996 statt. |
| Staatspreis Vorbildliche Verpackung Dieser Preis umfasst die Kategorien Konsumverpackungen, Transportverpackungen, wobei die verschiedenen Kriterien, wie Zweckmäßigkeit ebenso wie Gestaltung bewertet. Von der ARA wird noch ein Preis für die Kriterien Ressourcenschonung und Abfallvermeidung vergeben. Der seit 1960 vergebene Preis wird jährlich ausgelobt. |
| Staatspreis Werbung Der Preis, der sich vor allem an die Werbewirtschaft richtet wird für die drei Kategorien Gesamte Kampagnen, Werbefilm, Print/Outdoor seit 1972. Der im Zweijahresrhythmus vergebene Preis wurde bis zum Jahr 2000 jährlich vergeben. |
| Staatspreis Wirtschaftsfilm Die Preise werden aktuell alle zwei Jahre an Filmproduzenten vergeben, für in Österreich hergestellte Filme, in denen Wirtschaftsthemen, wie Unternehmensvorstellungen oder ähnliches behandelt wird. Der Preis existiert seit 1987. |

## Weitere
Während die oben angeführten Preise unter alleiniger Schirmherrschaft des Ministeriums stehen, wird noch an der Auslobung des Staatspreises Umwelt- und Energietechnologie, an dem noch andere Ministerien und Organisationen teilgenommen.